# Kahogo no Kahoko
Kahogo no Kahoko (過保護のカホコ) é uma série de televisão japonesa produzida e exibida pela NTV entre 12 de julho e 13 de setembro de 2017, estrelada por Mitsuki Takahata, Ryoma Takeuchi, Hitomi Kuroki e Saburō Tokitō.

## Enredo
Kahoko Nemoto (Mitsuki Takahata) é um estudante universitário ingênuo de 21 anos. Ela conta com sua mãe, Izumi (Hitomi Kuroki), por tudo em sua vida. Sua mãe a acorda todos os dias, pega suas roupas, enquanto Kahoko Nemoto nunca fez tarefas domésticas ou conduziu um carro. Um dia, Kahoko Nemoto encontra um jovem que cresceu em um ambiente completamente oposto.

## Elenco
- Mitsuki Takahata como Kahoko Nemoto
- Hitomi Kuroki como Izumi Nemoto
- Saburō Tokitō como Masataka Nemoto
- Ryoma Takeuchi como Hajime Mugino
- Tokuma Nishioka como Fukushi Namiki
- Yoshiko Mita como Shodai Namiki
- Mari Nishio como Takashi Namiki
- Atom Shukugawa como Atsushi Namiki
- Hiroko Nakajima como Tamaki Namiki
- Jiro Sato como Mamoru Namiki
- Sayu Kubota como Ito Namiki
- Masayo Umezawa como Tae Nemoto
- Sei Hiraizumi como Masaoki Nemoto
- Mari Hamada como Noriko Nemoto

## Exibição
| País   | Emissora                | Data de estreia       | Data de final          | Título         |
| ------ | ----------------------- | --------------------- | ---------------------- | -------------- |
| Japão  | Nippon TV               | 12 de julho de 2017   | 13 de setembro de 2017 | 過保護のカホコ |
| Taiwan | Videoland Japan Channel | 9 de novembro de 2017 | 22 de novembro de 2017 | 過保護小姐     |